# Estádio do Centro Desportivo da Madeira
O Centro Desportivo da Madeira está localizado na Ribeira Brava, Ilha da Madeira, Portugal.
O objetivo do Centro Desportivo é promover a atividade física desportiva, bem como a atividade de lazer e com carácter familiar. Nas atividades desportivas, o complexo foi idealizado para se realizarem competições federadas regionais, nacionais e internacionais e também para a realização de estágios de equipas domésticas ou estrangeiras.
O Centro Desportivo da Madeira incorpora várias instalações desportivas que acolhem um elevado número de modalidades que podem ser utilizadas por atletas federados e atletas ocasionais, ou por utentes que simplesmente pretendem desfrutar da comodidade das áreas de lazer para um passeio ativo.
O complexo é também dotado de um bar e de um ginásio, que funcionam de forma autónoma.

## Instalações Desportivas
Pista de Atletismo  |  Campo de relva natural FUT 11  |  Campo de relva sintética FUT 11 / FUT 7  |  Campo de relva sintética FUT 5  |  Campos de Ténis  |  Campos de Padel  |  Campo Polidesportivo  |  Circuito Minigolfe  |  Circuito de Manutenção  |  Ciclovia  |  Ginásio

## Pista de Atletismo

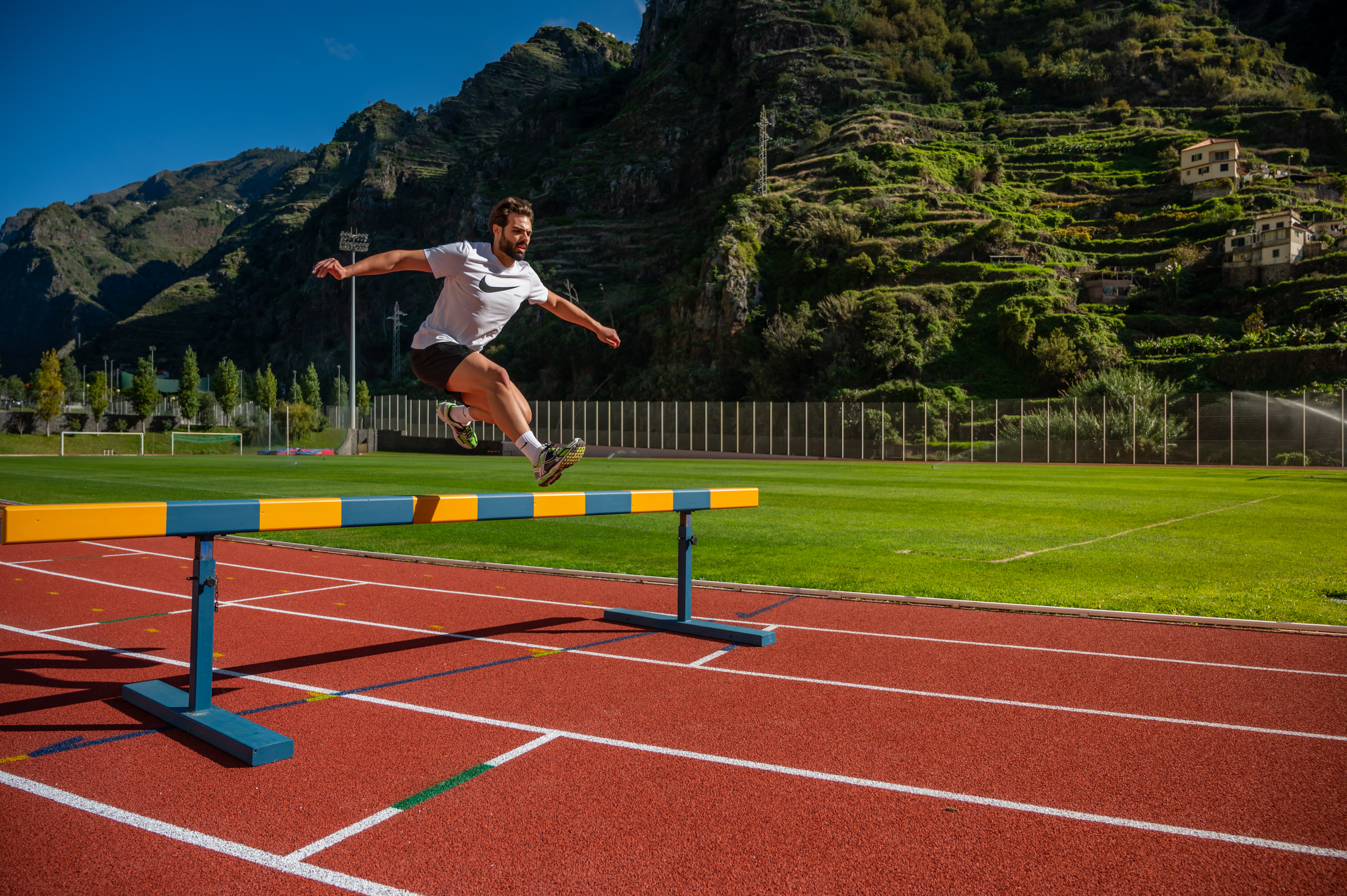
Pista de Atletismo Centro Desportivo da Madeira

A Pista de Atletismo com extensão regulamentar de 400m, possui pavimento sintético com 8 corredores. A pista está preparada para receber as principais disciplinas da modalidade de atletismo. Tem homologação pela World Athletics.
A Pista detém os mais diversos equipamentos para a prática de atletismo: gaiola, caixa de areia, colchão, barreiras, entre outros. Possuí ainda equipamento de foto-finish, que permite o registo acertado dos tempos.

## Campo de relva natural FUT 11

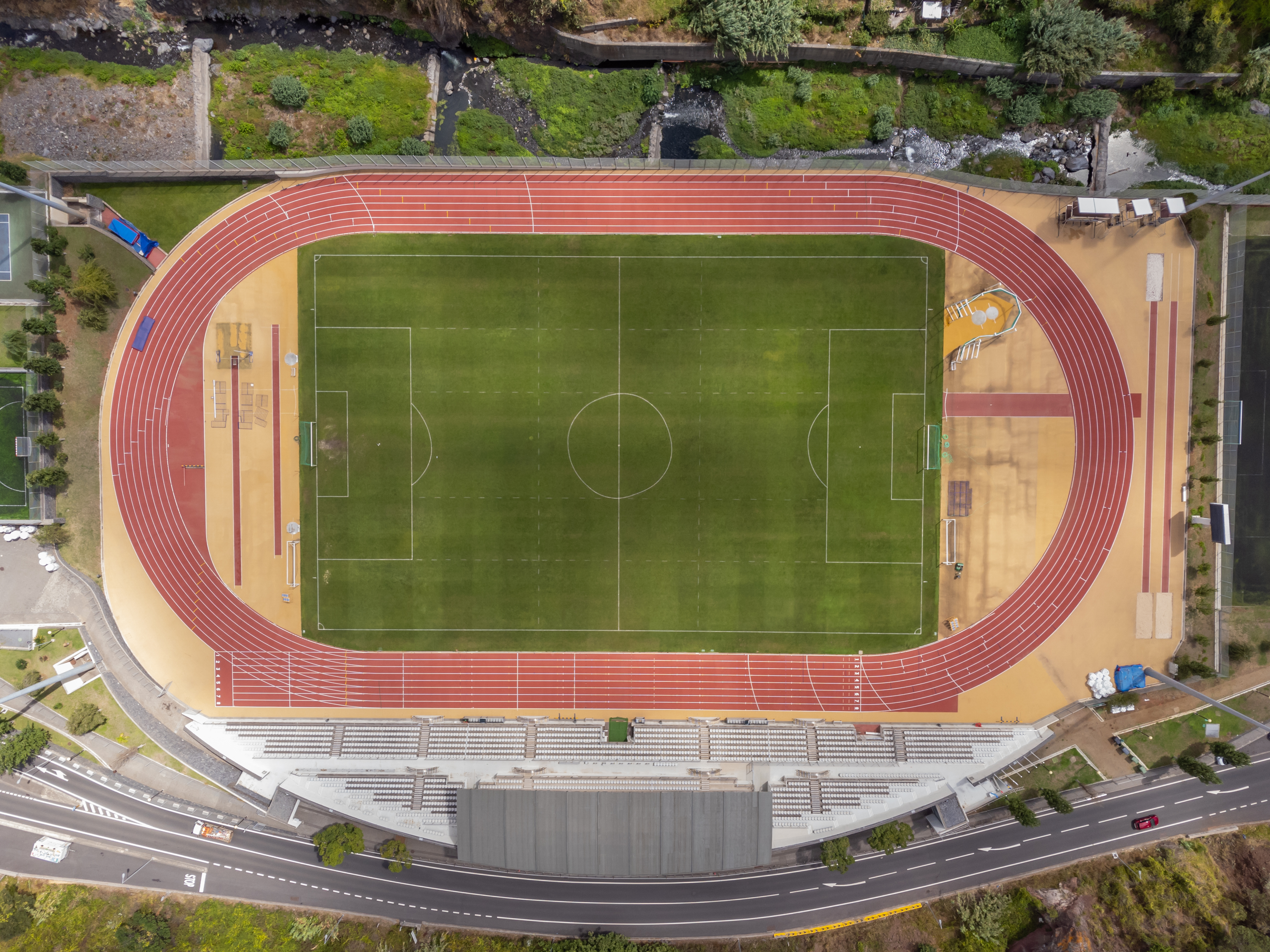
Campo de relva natural FUT 11 e Pista de Atletismo do Centro Desportivo da Madeira

O Campo principal de relva natural mede 105×68 metros e está preparado para a realização de jogos de futebol de 11 jogadores. Tem uma bancada com capacidade para 2 500 espectadores.

## Campo de relva sintética FUT 11 e FUT 7
O Campo de relva sintética de FUT 11, equipado com relva sintética tipo Tarkett e dimensão 95×65 metros, pode também ser adaptado para a prática de FUT 7.

## Campo de relva sintética FUT 5

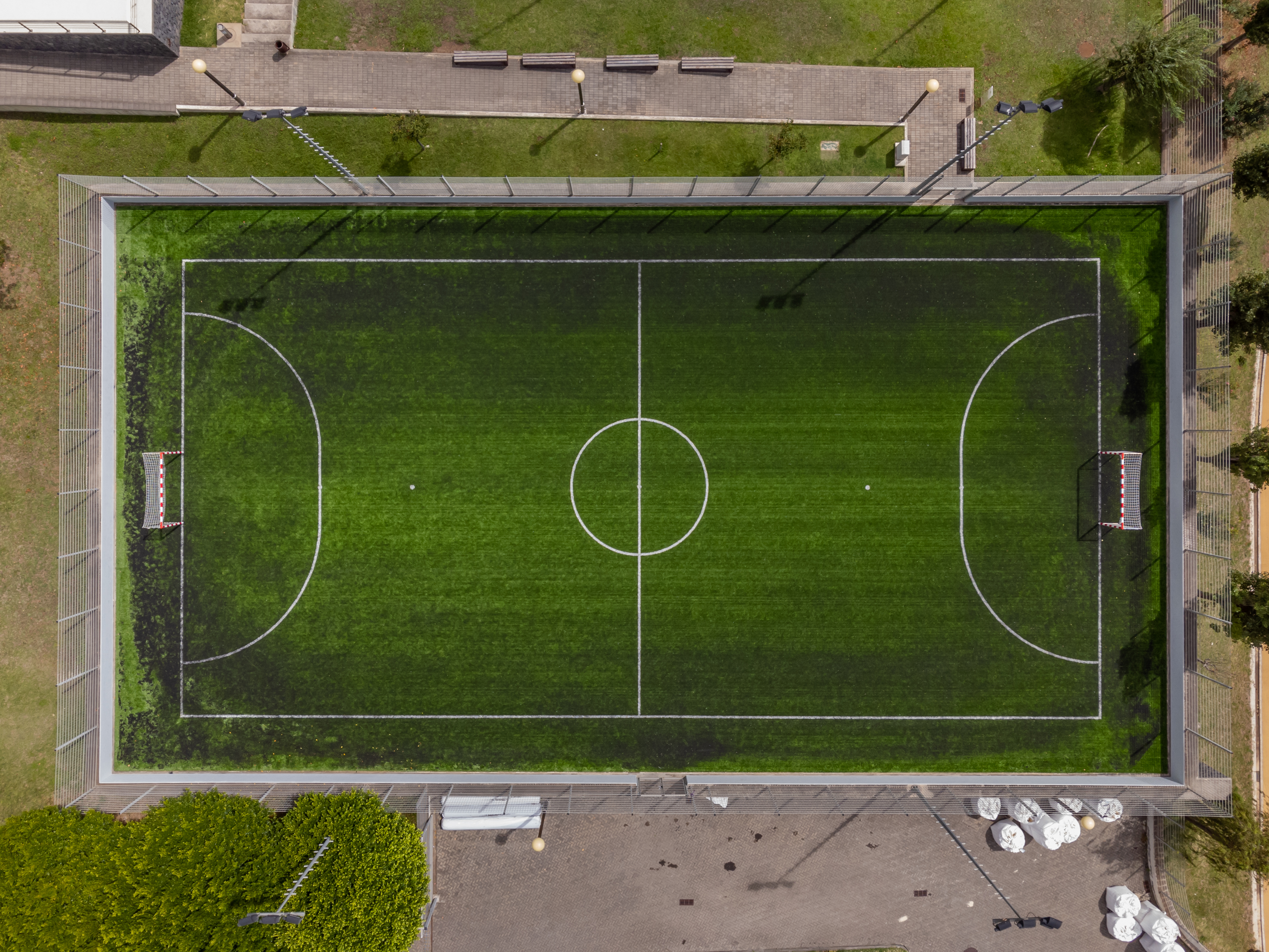
Campo de relva sintética FUT 5 do Centro Desportivo da Madeira

O Campo de relva sintética Fut5 mede 46×25 metros.

## Campos de Ténis
Os Campos de Ténis possuem pavimento em resina acrílica pigmentada com dimensões 35,70×17,70 metros.

## Campos de Padel

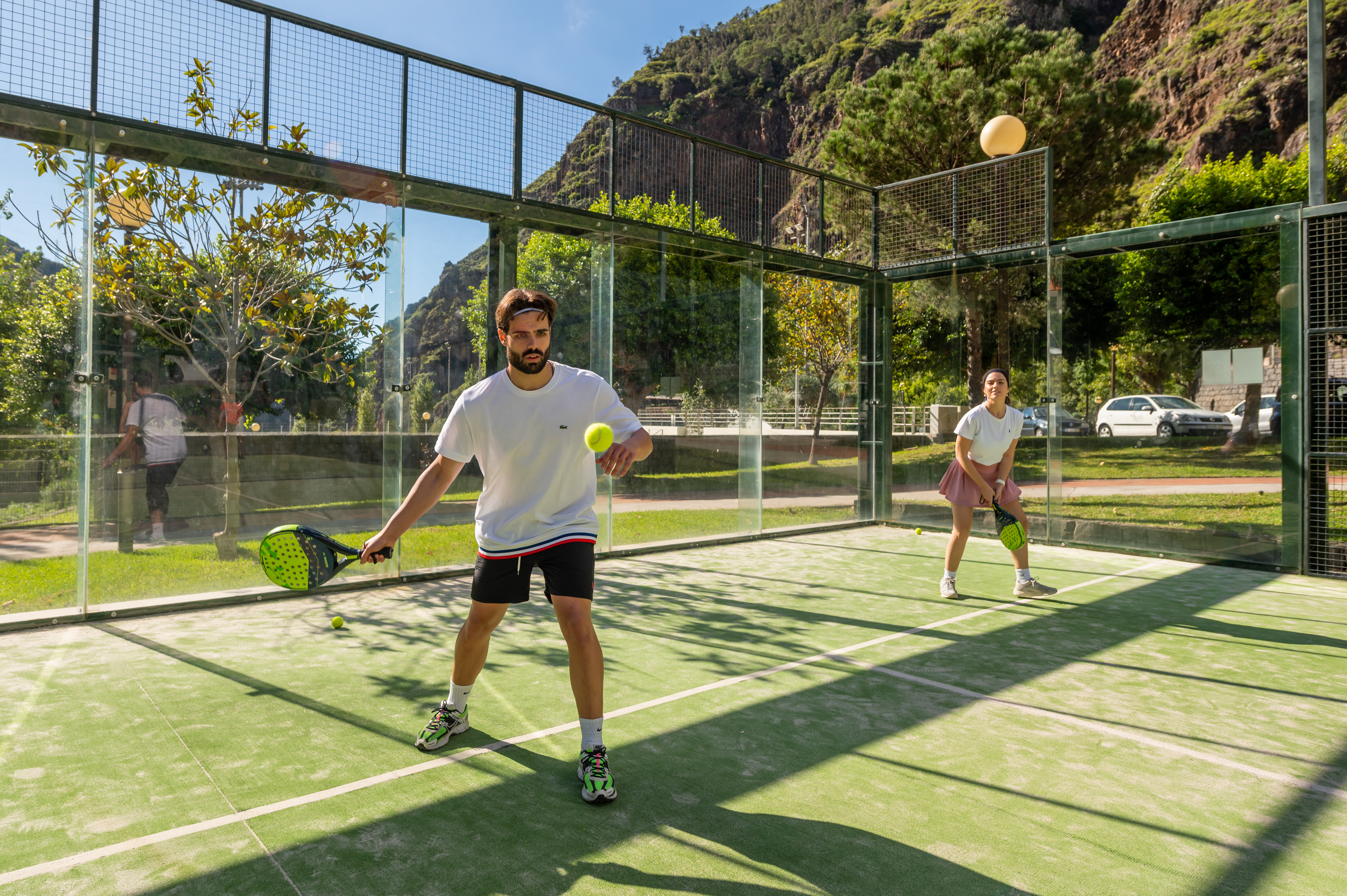
Campos de Padel no Centro Desportivo da Madeira

O Centro Desportivo da Madeira tem 2 campos de Padel com dimensões oficiais 20×10 metros.

## Campo Polidesportivo
O Campo Polidesportivo coberto tem 46×25 metros e pavimento em resina acrílica pigmentada. Este campo serve para as mais diversas atividades como aulas de grupo ou até festas de aniversário.

## Circuito Minigolfe

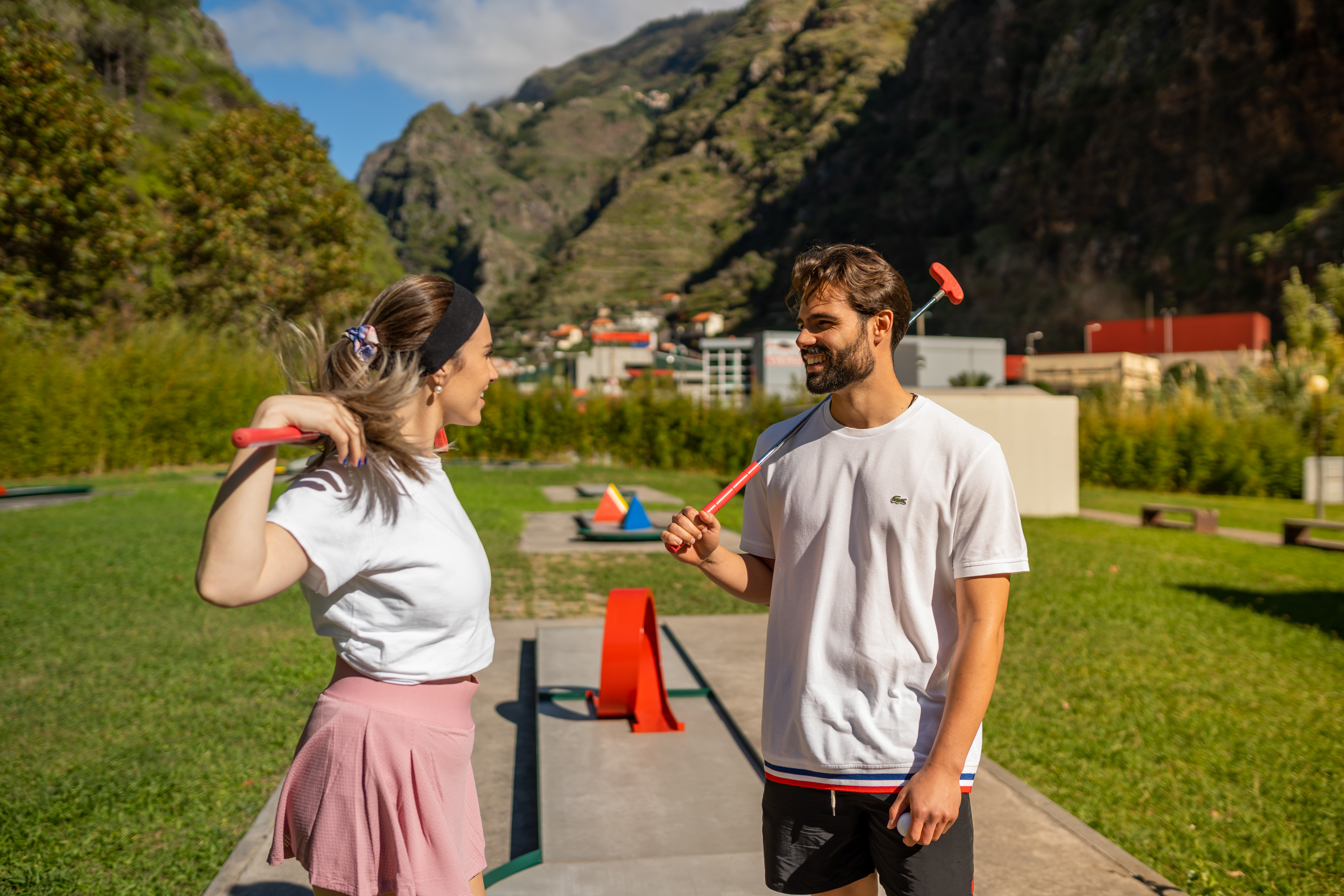
Circuito de Minigolfe no Centro Desportivo da Madeira

Circuito de Minigolfe composto por um percurso de 9 pistas em aço laminado e placas de cimento.

## Circuito de Manutenção

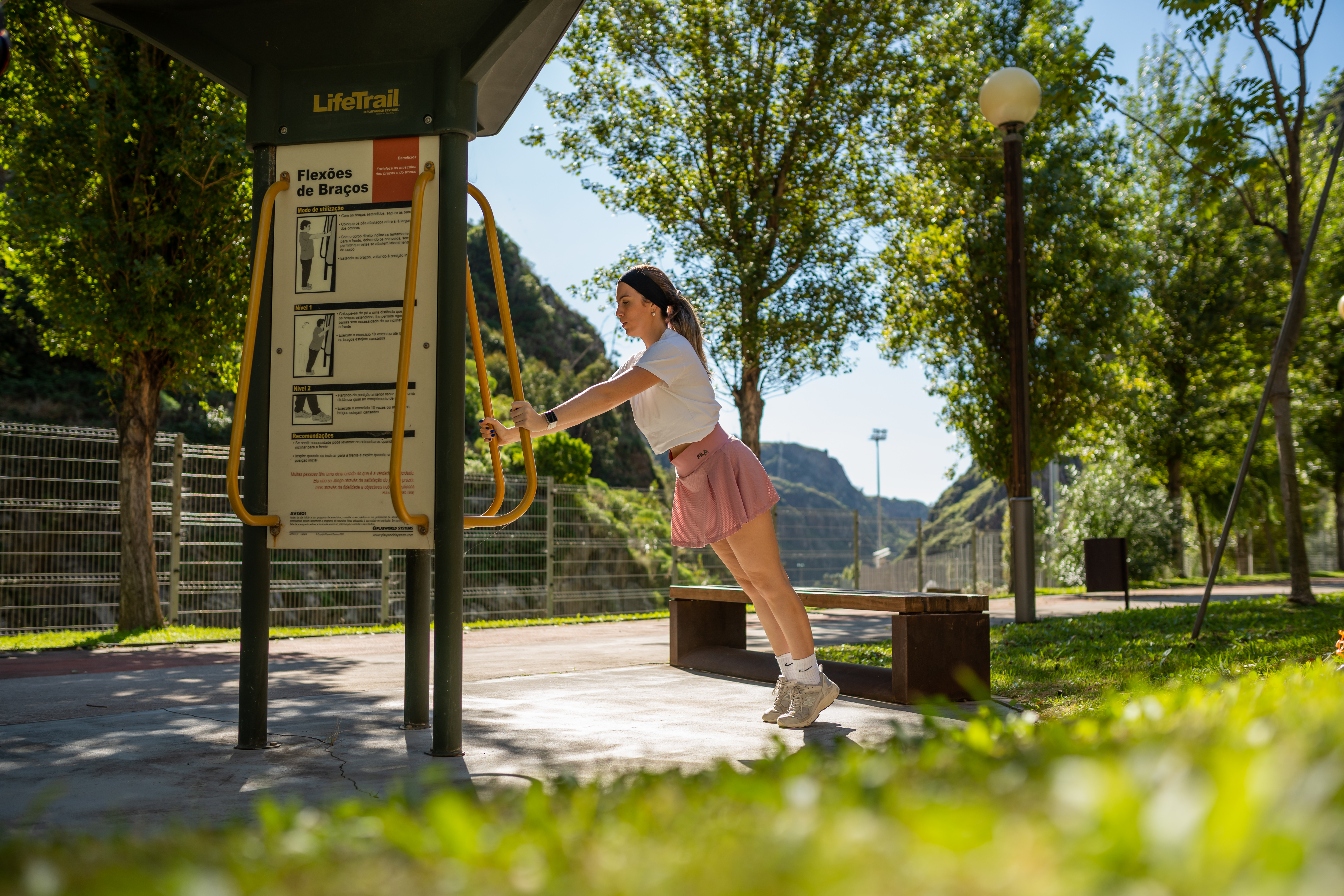
Circuito de Manutenção no Centro Desportivo da Madeira

O Circuito de manutenção com extensão de 365m, tem 10 estações para realização de exercício físico. A utilização do Circuito de Manutenção é gratuita.

## Ciclovia
A Ciclovia do Centro Desportivo da Madeira tem uma extensão de 365m. A sua utilização é gratuita.

## Ginásio

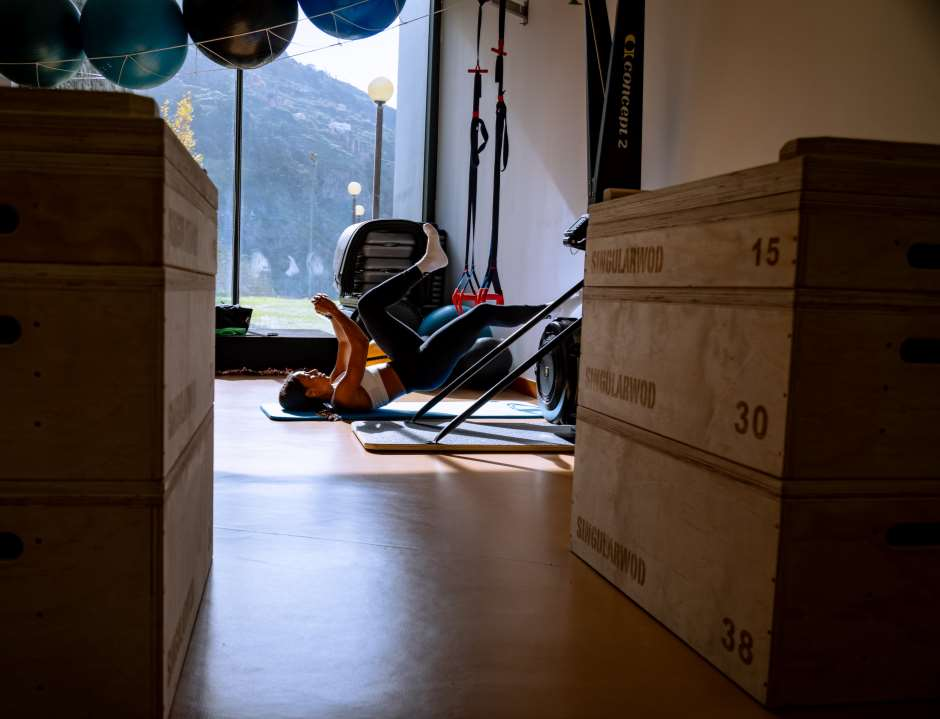
Ginásio Centro Desportivo da Madeira

Sala com uma área de184 m2 equipada com aparelhos de alta qualidade, destina-se à modalidade de treino de força, com zona para cardiofitness.

## Serviços
É possível utilizar as instalações do Centro Desportivo da Madeira através da reserva dos espaços por hora ou através da aquisição do cartão de utilizador frequente.
Além das instalações desportivas o Centro Desportivo também disponibiliza o aluguer de Karts de pedal, de raquetes, de caixas de bolas e de cronómetros.  Também é possível realizar festas de aniversário no espaço. A utilização do Circuito de Manutenção e da Ciclovia é gratuita. 

## Cartão de utilizador frequente
Com apenas uma entrada do cartão é possível utilizar um dos espaços desportivos durante 60 minutos. Ao adquirir um Cartão de Utilizador Frequente o valor por entrada fica mais económico. Cada cartão é válido durante 6 meses após a data da compra e é intransmissível.
Cartões disponíveis:
- Cartão Campos de Ténis
- Cartão Campos de Padel
- Cartão Pista de Atletismo
- Cartão Modalidades: Ténis, Atletismo e Minigolfe
- Cartão Atleta de Alta Competição

- Cartão FUT5 e Campo Polidesportivo